# Moving Day (film 1917 Chaudet)
Moving Day è un cortometraggio muto del 1917 diretto da Louis Chaudet.

## Produzione
Il film fu prodotto dalla Nestor Film Company e dall'Universal Film Manufacturing Company.

## Distribuzione
Il copyright del film venne registrato l'8 maggio 1917. Distribuito dall'Universal Film Manufacturing Company, il cortometraggio uscì nelle sale cinematografiche USA il 21 maggio 1917.